# 慾望城市2
《慾望城市2》（英語：Sex and the City 2）是一部於2010年5月上映的一部美國兩性浪漫喜劇片。該片是《慾望城市電影版》的續集，其內容改編和延伸自HBO的熱門電視影集《慾望城市》。
此片在2010年5月27日於美國首映，在首映當天，電影票房突破1420萬美元，創下R級浪漫喜劇類電影首映日票房最高紀錄。電影播出後，戲中演員所穿的戲服與電影配樂也引發不少人的關注。
之後還有電視劇續作《慾望城市：華麗下半場》，於2021年在HBO Max上首播。

## 劇情簡介
電影開頭是採用倒敘手法，將鏡頭移到80年代時，凱莉（莎拉·潔西卡·帕克飾）如何相識珊曼莎（金·凱特羅飾）、夏綠蒂（克莉絲汀·戴維斯飾）和米蘭達（辛西雅·尼克森飾），然後才將鏡頭轉到至現在。
這四個好友現在的生活比以前更有壓力，珊曼莎已52歲，試圖透過藥物保持她的性慾激素，同時對抗更年期的症狀；米蘭達與同仁不合而辭掉工作；夏綠蒂要照顧兩個孩子，同時也得擔心哈利是否會喜歡上他們不穿胸罩的保姆艾琳（愛麗絲·伊芙飾）；凱莉與大人物（克里斯·諾斯飾）的婚姻生活漸趨穩定，但兩人就如何運用他們的空閒時間有歧異，凱莉想要出門玩樂，而大人物卻寧願留在家中，吃外帶餐盒和看電視。 在結婚週年紀念日當天，凱莉送大人物一個骨董的勞力士手錶，但失望的是，大人物給她的禮物是臥房裡的新電視。
某一個週末，凱莉待在她的舊公寓，在那裡她將完成她的專欄，而大人物也得以暫時脫離他們的婚姻生活，享受一個人的快活，並與凱莉討論是否把這當作每周的慣例。
同時，珊曼莎受到一個阿拉伯酋長的賞識，要為他的事業規劃公關活動，並得到免費的阿布扎比豪華度假旅行，四個好友便一起旅行，暫時逃離目前的生活。抵達阿布扎比時，珊曼莎的荷爾蒙藥物被海關沒收，沒有藥物的支持，對異性的生理反應消失了。旅程中，凱莉看到《紐約客》雜誌針對她的新書給了負面的評價，令她非常難過。凱莉與服務她的男侍者聊到他的遠距離婚姻，他的妻子遠在印度，每隔數個月才能見一次面。與米蘭達外出購物時，凱莉見到她的舊情人艾登（約翰·科爾貝特飾），並同意一起吃頓晚餐，無意間，兩人接吻了，凱莉因此困擾著要不要告訴大人物這個消息。凱莉最終選擇告訴大人物，從阿布扎比撥了通電話給他。
此外，珊曼莎、夏綠蒂和米蘭達在當地感受到強烈的文化衝突，因為他們的行事風格和態度與穆斯林的社會價值觀不同。某夜，珊曼莎跟剛認識的理查（麦克斯·瑞恩飾）約會後被警方拘留，因為他和理查在沙灘上發生性行為，並聲稱兩人只是接吻而已。經由酋長的調停過後，珊曼莎最終被釋放，但在警方那留下了永久的記錄。不幸的是，珊曼莎與酋長的公關會議取消，其豪華的旅行招待補貼也停止。他們只有一小時可退房，否則就必須付一晚22,000美元的豪華套房，因此他們迅速收拾行李匆匆離開，經過幾個不幸的事件後，終於離開阿布扎比並安全返回紐約。凱莉回家後發現他們臥室的電視不見了，這時大人物回家了，給了凱莉一個黑色的鑽石戒指，當作凱莉親吻艾登的懲罰。
電影結尾呈現了幾個他們日常生活的場景：大人物與凱莉如何結合他們的興趣，夏綠蒂的保姆艾琳原來是一個女同志，米蘭達找到一份他可以獲得讚賞的工作，以及珊曼莎如何保持自己的本性。最後一個場景，大人物和凱莉躺在沙發上看著老舊的黑白電影，「劇終」出現在電視屏幕上。

## 主要演員及角色
| 演員             | 角色               | 註解           |
| ---------------- | ------------------ | -------------- |
| 莎拉·潔西卡·帕克 | 凱莉·布雷蕭        |                |
| 金·凱特羅        | 莎曼珊·瓊斯        |                |
| 克莉絲汀·戴維斯  | 夏綠蒂·約克        |                |
| 辛西雅·尼克森    | 米蘭達·霍布斯      |                |
| 克里斯·諾斯      | 大人物             |                |
| 大衛·艾根柏      | 史蒂夫·布萊迪      | 米蘭達的丈夫   |
| 傑生·路易斯      | 史密斯·傑洛        | 莎曼珊的舊情人 |
| 艾莉絲·伊芙      | 艾琳               | 夏綠蒂的保母   |
| 潘妮洛普·克魯茲  | 卡門·賈西亞·卡麗恩 | 客串演出       |
| 麗莎·明妮莉      | 本人               | 客串演出       |
| 麥莉·希拉        | 本人               | 客串演出       |

## 評價
《慾望城市2》雖然在首映當日得到很好的票房，但是大多數的評價都是不好的。在知名網站爛番茄裡，165則評價中只有30則是優良評價，平均得分3.7/10，成為該網站2010年來上映電影中評價排名第六糟糕的；比較於慾望城市電影版第一集得到178則評價中有49則優良評價相差甚遠。而一些專業影評家從這些評論中找出重點，指出片中場景多在中東拍攝，再加上劇情內容對於保守人士比較敏感，因此對一些穆斯林而言，是一種侮辱。
在其他知名影評網站中，慾望城市2的影評也都普遍不高。《慾望城市3》是否會開拍一直是廣大影迷最關心的事，但娛樂媒體始終咬定因為兩位女主角 莎拉·潔西卡·帕克 與金·凱特羅不和，因此導致電影版第3集的難產，要誕生可能遙遙無期了。其實這兩位女主角不和有心結的傳聞，早在該劇的電視影集還在播映時即有傳出，這麼多年來這個小道消息也從未間斷過，當然這也成為許多戲迷影迷們茶餘飯後討論的話題。

## 獎項
| 年份   | 獎項       | 項目                           | 受獎者                                                      | 結果 |
| ------ | ---------- | ------------------------------ | ----------------------------------------------------------- | ---- |
| 2010年 | 國家電影獎 | 暑期最被期待電影               | 《慾望城市2》                                               | 提名 |
| 2011年 | 全美民選獎 | 最喜愛喜劇電影                 | 《慾望城市2》                                               | 提名 |
| 2011年 | 金酸莓獎   | 最差攝影                       |                                                             | 提名 |
| 2011年 | 金酸莓獎   | 最差女演員                     | 金·凱特羅、克莉絲汀·戴維斯、辛西雅·尼克森和莎拉·潔西卡·帕克 | 獲獎 |
| 2011年 | 金酸莓獎   | 最差女配角                     | 麗莎·明尼利                                                 | 提名 |
| 2011年 | 金酸莓獎   | 最差導演                       | 麥可·派翠克·金                                              | 提名 |
| 2011年 | 金酸莓獎   | 最差劇本                       | 麥可·派翠克·金                                              | 提名 |
| 2011年 | 金酸莓獎   | 最差前傳、重拍、惡搞及續集電影 |                                                             | 獲獎 |
| 2011年 | 金酸莓獎   | 最差配樂                       |                                                             | 獲獎 |

## 外部連結
- 電影官方網站 （页面存档备份，存于）
- 中文官方網站 （页面存档备份，存于）
- 互联网电影数据库（IMDb）上《慾望城市2》的资料（英文）
- AllMovie上《慾望城市2》的资料（英文）
- Box Office Mojo上《慾望城市2》的資料（英文）
- 爛番茄上《慾望城市2》的資料（英文）
- Metacritic上《慾望城市2》的資料（英文）
- Yahoo奇摩電影上《慾望城市2》的資料（繁體中文）
- 開眼電影網上《慾望城市2》的資料（繁體中文）
- 时光网上《慾望城市2》的資料（简体中文）
- 豆瓣电影上《慾望城市2》的資料 （简体中文）